# Maciej Stolarczyk
Maciej Stolarczyk est un footballeur polonais né le 15 janvier 1972 à Słupsk.

## Parcours joueur
- 1991-1999 :  Pogoń Szczecin
- 1999-2001 :  Widzew Łódź
- 2001-2002 :  Pogoń Szczecin
- 2002-2007 :  Wisła Cracovie
- 2007-2008 :  GKS Bełchatów

## Sélections
- 8 sélections et 0 but avec la  Pologne entre 1994 et 2005.

## Parcours entraîneur
- août 2010-nov. 2010 :  Pogoń Szczecin
- 2018-nov. 2019 :  Wisla Cracovie
- 2022-avr. 2023 :  Jagiellonia Białystok
- depuis juil. 2025 :  Górnik Łęczna